# Flight Deck (California’s Great America)
Flight Deck in California’s Great America (Santa Clara, Kalifornien, USA) ist eine Stahlachterbahn vom Modell Inverted Coaster des Herstellers Bolliger & Mabillard, die am 19. März 1993 als Top Gun eröffnet wurde. 2008 wurde sie in Flight Deck umbenannt.
Die 688,8 m lange Strecke erreicht eine Höhe von 31,1 m und besitzt einen 27,7 m hohen First Drop, auf dem die Züge eine Höchstgeschwindigkeit von 80,5 km/h erreichen. Es wurden drei Inversionen verbaut: ein Looping, eine Zero-g-Roll und ein Korkenzieher.

## Züge
Flight Deck besitzt zwei Züge mit jeweils sieben Wagen. In jedem Wagen können vier Personen (eine Reihe à vier Personen) Platz nehmen. Als Rückhaltesystem kommen Schulterbügel zum Einsatz.